# NGC 2350
NGC 2350 (również PGC 20416 lub UGC 3747) – galaktyka spiralna (S0-a), znajdująca się w gwiazdozbiorze Małego Psa. Odkrył ją Édouard Jean-Marie Stephan 18 stycznia 1874 roku.